# VMware Workstation
VMware Workstation è una serie di software e ipervisori (derivato dal termine inglese Hypervisor) sviluppati da VMware Inc. che consentono di eseguire più sistemi operativi in un ambiente virtuale. Ciò dà la possibilità di implementare su una piattaforma con sistema operativo Windows o Linux e relativo hardware un numero n di altre macchine virtuali con sistema operativo diverso.

## Descrizione
I  software di questo genere vengono definiti virtual machine, ovvero macchine virtuali, termine che sta ad indicare la creazione di uno o più ambienti virtuali in un unico computer, fornendo una completa emulazione dell'hardware senza intaccare direttamente le risorse hardware della macchina nativa e potendo emulare sistemi operativi tra loro differenti.
Si può pensare che le prestazioni del sistema operativo emulato possano esser minori rispetto a quelle di un  sistema operativo "realmente" presente e installato, ma in realtà le prestazioni sono comparabili perché il sistema è pensato per essere eseguito su macchine multiprocessore: ogni virtual machine lavora con un core, o lo gestisce in real-time in base a criteri di condivisione e si possono quindi ottenere prestazioni elevate (da sistema nativo).
VMware riesce ad emulare architetture x86 (con processore Intel Pentium1-4 oppure AMD Athlon) e x86-64 (AMD Athlon 64/ Intel Xeon) ed emula anche processori multi-core.
VMware è disponibile per Microsoft Windows, GNU/Linux e macOS. Fornisce la possibilità, durante la configurazione o in seguito nelle impostazioni della macchina virtuale, di scegliere se creare una sottorete Host-only, una sottorete NAT, una sottorete virtuale o una connessione bridged, eventualmente replicando lo stato di connessione fisica alla rete.

### Altri software di virtualizzazione
- Xen
- Bochs
- Hyper-V
- coLinux
- QEMU
- VirtualBox
- Microsoft Virtual Server